# Monstersche Sluis

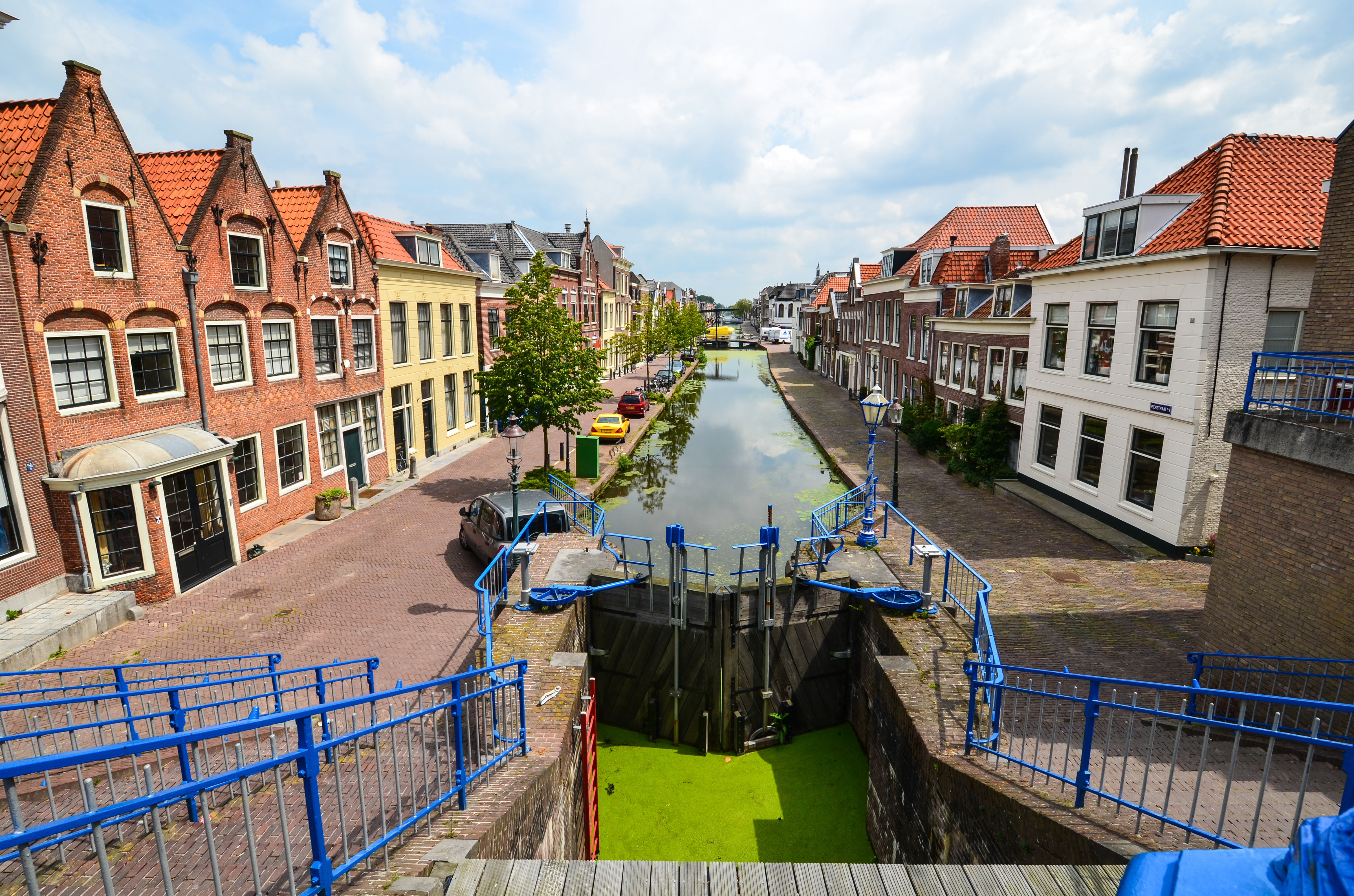
Monstersche Sluis

De Monstersche Sluis is een sluis in Maassluis, in de Nederlandse provincie Zuid-Holland. Het is volgens de overlevering aan deze sluis dat de stad werd gesticht. In 1343 stonden hier twee hutjes van riet en leem. In enkele decennia groeide de stad Maeslantsluys hier omheen. De Hoogstraat, waarin de sluis is opgenomen, is gebouwd op de Maasdijk. Deze dijk heeft ook na de aanleg van de keersluis ter hoogte van de Hoekse Lijn nog een waterkerende functie.
De Monstersche Sluis verbindt de Noordvliet met de haven van Maassluis en was bedoeld als spuisluis. De eerste echte sluis op deze plek werd in 1602 gebouwd in opdracht van het bestuur van Monster. In 1889 werd de sluis omgebouwd tot schutsluis, met name om de tuinders van het Westland een vaarroute naar de haven te bieden.
De Deltawerken hadden tot gevolg dat de waterstand in de Nieuwe Waterweg en het Scheur steeg, waardoor de Monstersche Sluis niet meer goed kon functioneren. In 1972 is hij dan ook gesloten en afgedamd.
Sinds 2008 zette de Stichting Monstersche Sluis zich in voor de heropening van de sluis. Van economisch belang is hij niet meer, maar de pleziervaart maakt sinds de renovatie en de officiële heropening op 1 september 2018 geregeld een doorvaart.
De sluis is een rijksmonument.